# フィリップ・ピキエ
フィリップ・ピキエ (仏：Éditions Philippe Picquier）は極東文学を専門とするフランスの出版社である。主に日本、中国、インド、また東南アジア諸国に焦点を当てる。